# 大潭山

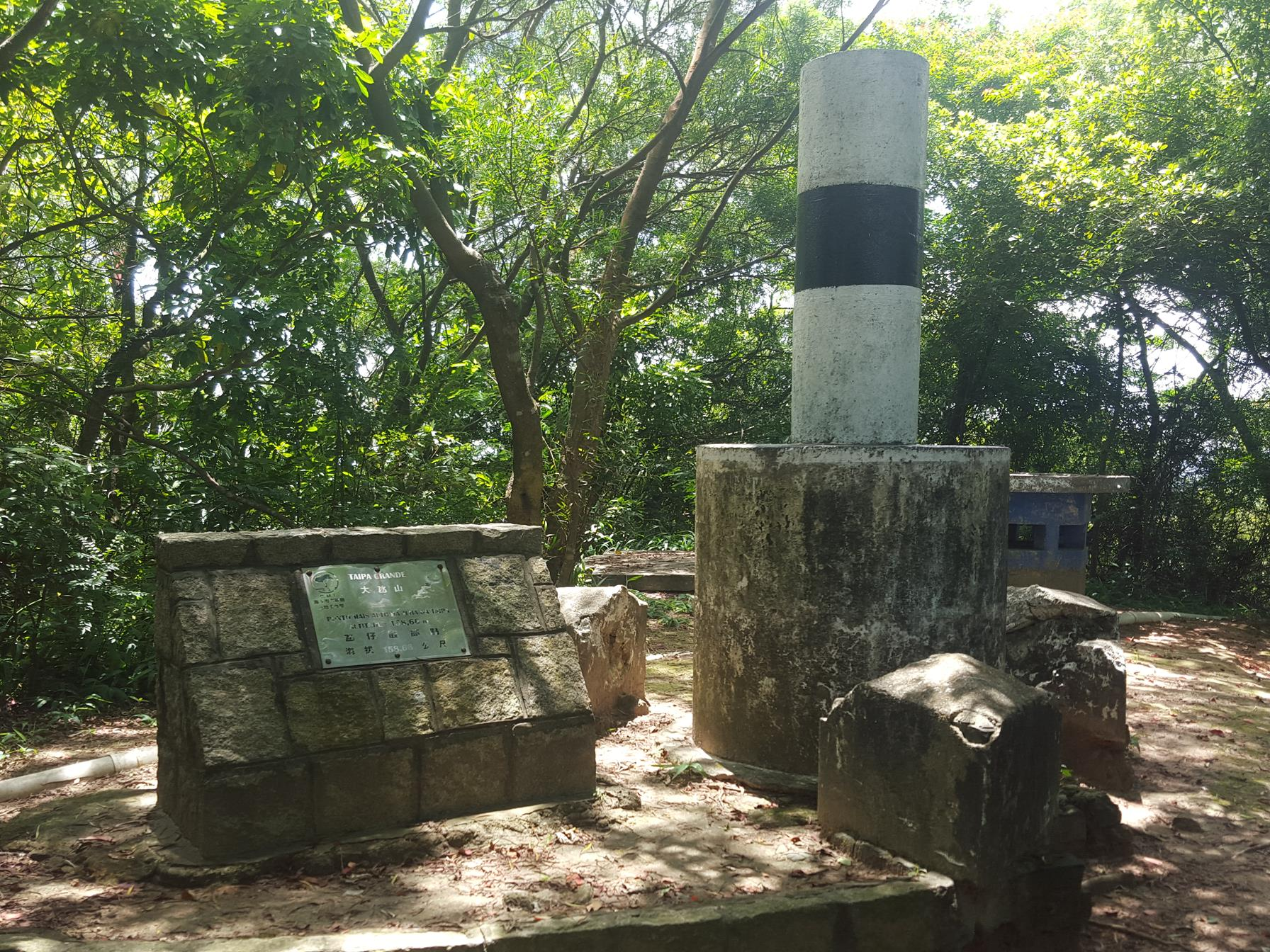
位於大潭山的氹仔最高點

大潭山（葡萄牙語：Taipa Grande），又名大氹、大氹山、雞頸山。位于澳門氹仔，海拔160.4米，是氹仔島的最高點。

## 歷史
氹仔島在100多年前為兩個小島，即大氹與小氹，由一連島沙洲相連，該連島沙洲的所在地就在今日的城市大學(前澳門大學)。20世紀初該地段逐漸填海，和小氹連合成氹仔（Taipa），甚至通過大型賭場林立的路氹城（Cotai），和南面的路環（Coloane）連成一片。現在該島上的大潭山和小潭山就是當初的那兩個小島。

### 大氹
大氹的位置，相當於今天氹仔東北馬路、重慶街、波爾圖街、嘉樂庇總督馬路以東，偉龍馬路以北、北安大馬路以南的部分，大潭山半山以上的部分，現已被劃為大潭山郊野公園，受到嚴格保護。

### 小氹
小氹的位置，相當於今天氹仔史柏泰將軍大馬路、重慶街、波爾圖街、嘉樂庇總督馬路以西，望德聖母灣大馬路以北、海洋花園大馬路以南的部分，相當於今天氹仔史柏泰將軍大馬路、重慶街、波爾圖街、嘉樂庇總督馬路以西，望德聖母灣大馬路以北、海洋花園大馬路以南的部分。小潭山半山以上的部分，現已被劃為小潭山郊野公園，受到嚴格保護，並由於「保護小潭山運動」的成功，成為澳門環保分子的聖地。

## 澳門氣象局
澳門地球物理暨氣象局（氣象局）在此山東部，佔地超過三千平方公尺，樓高三層，大樓西側有一座高四十公尺的氣象雷達塔。

## 另見
- 大潭山郊野公園